# Synedoida limbolaris
Synedoida limbolaris là một loài bướm đêm trong họ Erebidae.